# The Great Dalmuti
The Great Dalmuti (укр. Великий Далмуті) — карткова гра від Річарда Гарфілда. Вона вперше вийшла 1995 року англійською мовою з ілюстраціями Маргарет Орган-Кін у видавництві Wizards of the Coast та 1996 року німецькою мовою у видавництві Amigo. Гра включає 80 карт та розрахована на 4–8 гравців віком від 8 років. Карти нумеровані від одиниці до дванадцяти, при цьому кількість карт відповідає їх значенню (одна карта із цифрою 1, дві карти із цифрою 2 тощо). Також у грі є два джокери. Гра має схожість із грою «Дурень», що грається зі стандартною колодою карт.

## Принцип гри
Мета гри — якомога швидше позбутися всіх карт з руки. Перший гравець, який позбавиться всіх карт, стає Великим Далмуті. Інші ранги гравців у порядку спадання: Малий Далмуті, Малий Слуга та Великий Слуга. Гравець у ранзі Великого Слуги повинен перемішати карти, роздати їх тощо.
На початку гри всі карти перемішуються та розкладаються на столі. Кожен гравець тягне одну карту, і відповідно до її значення (чим менше число, тим краще) визначається ранг гравця. Гравець із найменшим числом стає Великим Далмуті. Він обирає місце за столом. Ліворуч від нього сідає Малий Далмуті, а праворуч — Великий Слуга. Поруч із Великим Слугою сідає Малий Слуга. Решта гравців займають місця між ними як народ.
Після розподілу рангів починається основна частина гри.
Великий Слуга збирає всі карти, перемішує їх та роздає за годинниковою стрілкою. Першу карту отримує Великий Далмуті. Усі карти роздаються, навіть якщо деякі гравці отримують більше карт, ніж інші. Великий Далмуті передає дві будь-які карти на вибір Великому Слузі, який натомість повинен віддати свої дві найкращі карти. Малий Далмуті передає одну карту Малому Слузі, який натомість віддає свою найкращу карту. Якщо гравець має обох джокерів, він може викликати революцію, що скасовує обмін картами. Якщо обидва джокери належать Великому Слузі, він викликає повстання, і ранги міняються місцями: Великий Далмуті стає Великим Слугою і навпаки, а Малий Далмуті міняється місцями з Малим Слугою.
Великий Далмуті починає раунд, викладаючи будь-яку кількість однакових карт. Інші гравці повинні викласти таку ж кількість карт, але з більшим значенням (наприклад, десять вище за дванадцять; джокер рахується як 13), щоб виграти хід. Джокери можуть приймати значення будь-якої карти, з якою вони викладені. Окремо вони є найнижчою картою в грі.
Щоб виграти хід, потрібно викласти, наприклад, чотири шістки, якщо попередньо були викладені чотири вісімки.
Коли гравець позбавляється всіх карт, він стає Великим Далмуті у наступному раунді. Інші продовжують грати, поки всі, окрім одного, не позбудуться карт. Другий гравець, який позбавиться карт, стає Малим Далмуті, передостанній — Малим Слугою, а останній — Великим Слугою.
Після раунду новий Великий Далмуті отримує по одному переможному очку за кожного гравця. Малий Далмуті отримує на одне очко менше, Малий Слуга — ще на одне менше, а Великий Слуга не отримує нічого.

## Нагороди
- Mensa Select відзначила The Great Dalmuti як «Найкращу нову інтелектуальну гру 1995 року»[2].
- The Great Dalmuti увійшов до «Топ-100 ігор 1996 року» за версією журналу Games Magazine.
- У 2004 році The Great Dalmuti було номіновано на премію Nederlandse Spellenprijs[3].